# Špitálka (Slavkov u Brna)
Špitálka (německy Spitalgasse) je předměstská vesnice ve Slavkově u Brna v okrese Vyškov. Do roku 1913 se také jednalo o samostatné katastrální území.

## Historie
Předměstské osídlení před slavkovskými hradbami podél cesty k Brnu vzniklo již ve středověku. Od 13. století se zde nacházel řádový špitál německých rytířů s kostelem svatého Jana Křtitele (patřící ke komendě v místě pozdějšího zámku); areál však byl za husitských válek zničen. V 80. letech 15. století byl špitál s kaplí obnoven, v jeho sousedství také vznikl městský hřbitov. Název vsi pochází z raného novověku a je odvozen právě od této budovy. Předměstská zástavba se rozšiřovala západním směrem podél cesty na Brno (dnešní Špitálská ulice, navazující na ulici Brněnskou, která představuje úsek téže cesty uvnitř někdejších hradeb). Během třicetileté války byla celá vesnice zpustošena, k obnově její i špitálu došlo posléze. Špitálka patřila mezi čtyři slavkovská předměstí, jako jediná však byla samostatnou obcí, a to až do roku 1850, kdy byla po zrušení patrimoniální správy připojena ke Slavkovu.
V roce 1913 byl katastr Špitálky začleněn do katastru Slavkova.

## Galerie

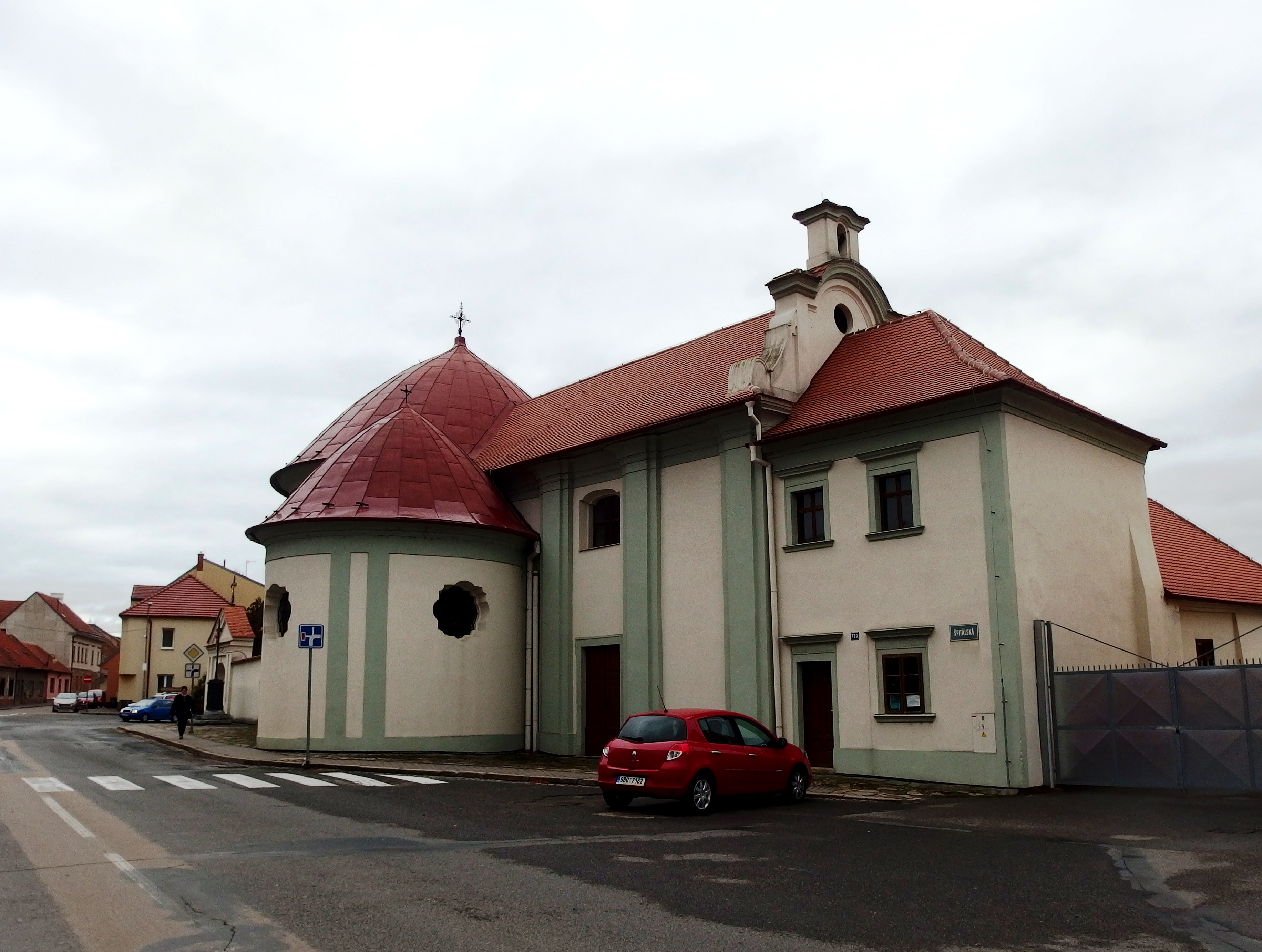
Bývalý špitál navazující na kapli
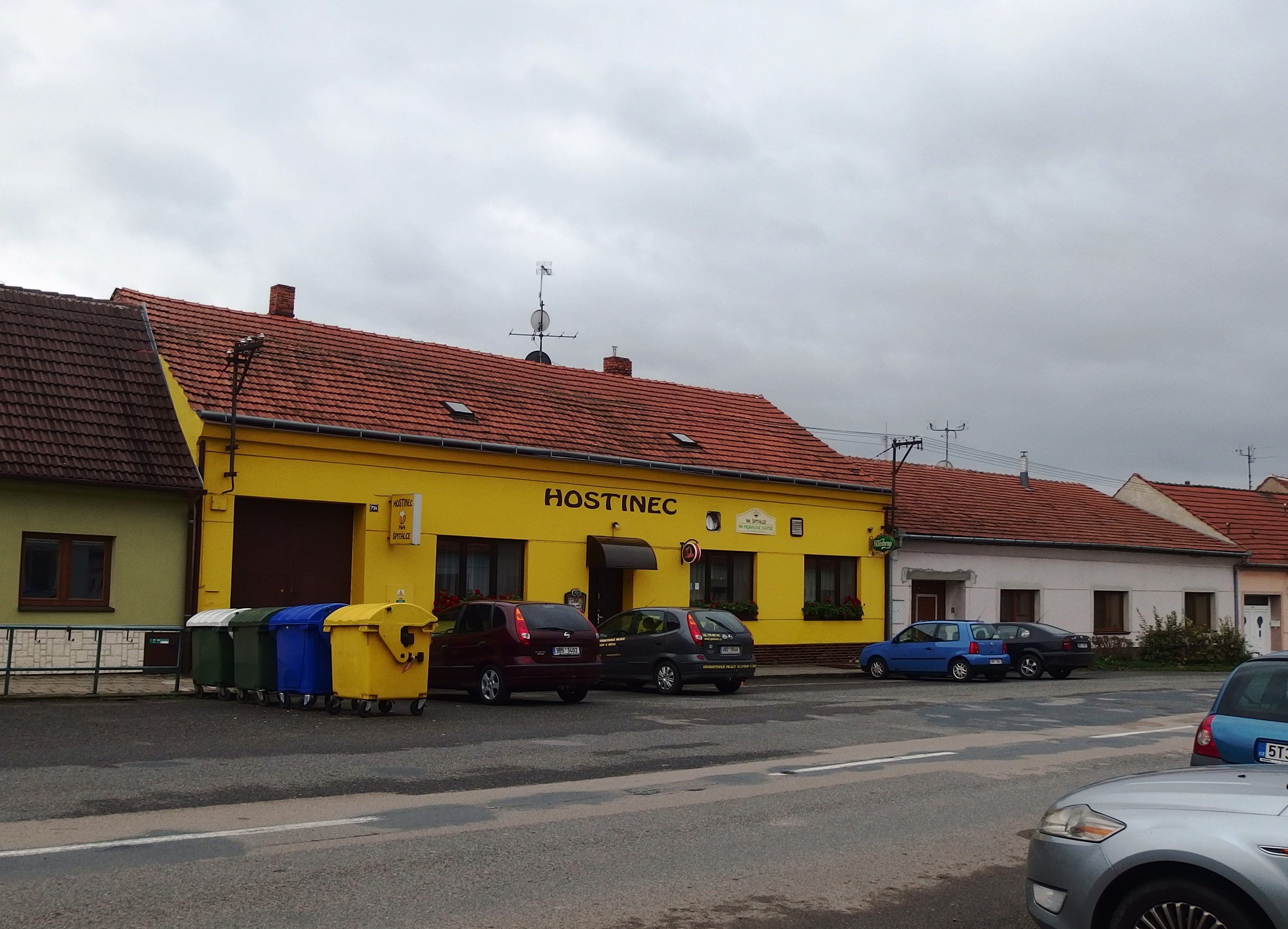
Hostinec Na Špitálce
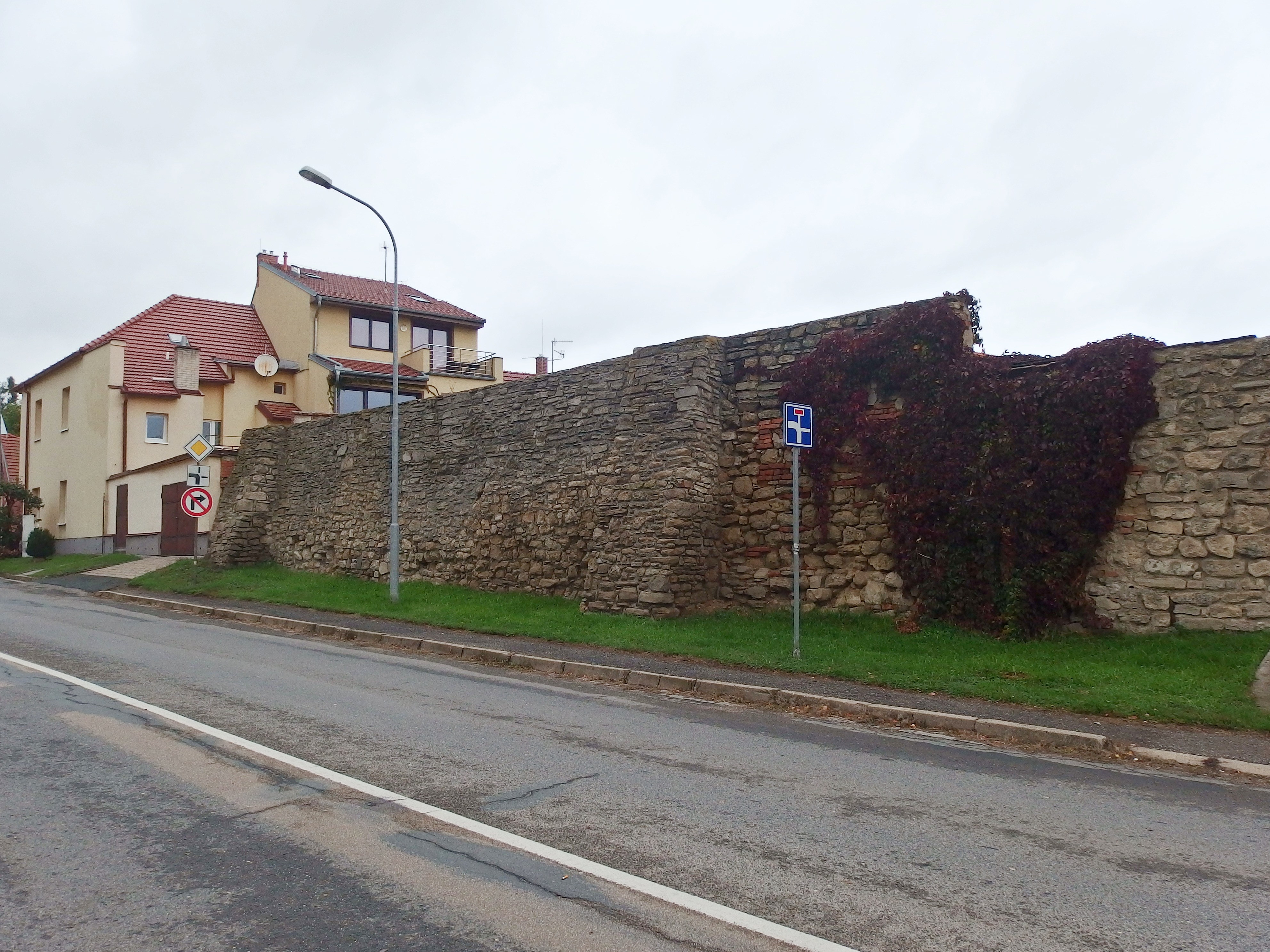
Městské hradby v Kollárově ulici